# Socjalizm w jednym kraju
Socjalizm w jednym kraju – koncepcja rozwoju komunizmu stworzona w 1925 przez Józefa Stalina i Nikołaja Bucharina zakładająca budowę systemu komunistycznego jedynie w granicach ZSRR.

## Historia
Teoria socjalizmu w jednym kraju była bezpośrednią reakcją partii bolszewickiej (RKP(b)/WKP(b)) na klęskę próby przeniesienia w latach 1917-1923 rewolucji bolszewickiej do zachodniej Europy. Pomimo krótkotrwałych sukcesów w niektórych krajach (przede wszystkim Niemcy i Węgry), próby wywołania rewolucji kończyły się niepowodzeniem i rewolucyjne rządy upadały po kilku miesiącach.
Po nieudanej próbie przejęcia władzy w Republice Weimarskiej w 1923 przez Komunistyczną Partię Niemiec, w 1924 Józef Stalin dokonał rewizji doktryny leninizmu, zakładającej światową rewolucję komunistyczną, ogłaszając koncepcję budowy socjalizmu w jednym kraju. Zasady nowej doktryny sformułował w kwietniu 1925 Nikołaj Bucharin.

## Krytyka i reakcja
Doktryna socjalizmu w jednym kraju wywołała krytykę ze strony Zinowjewa i Trockiego, i w konsekwencji rozłam w partii. Trockiści uznali tę doktrynę za odejście od marksistowsko-leninowskiej koncepcji internacjonalizmu i światowej rewolucji.

## Gospodarka
Stalin uważał, że budowa ZSRR jako mocarstwa wymaga najpierw przekształcenia państwa rolniczego w kraj uprzemysłowiony. Nastąpiło odejście od NEP-u i budowa przemysłu ciężkiego-zbrojeniowego w trybie planowania gospodarczego.
Kolektywizacja rolnictwa miała dostarczyć środków do industrializacji poprzez sprzedaż produktów rolnych (przede wszystkim ziarna zbóż) za granicę po cenach dumpingowych i za uzyskane w ten sposób dewizach zakup linii technologicznych w krajach zachodnich i budowa przedsiębiorstw przemysłu ciężkiego-zbrojeniowego przy wykorzystaniu przymusowej pracy więźniów politycznych utworzonego wówczas systemu Gułagu. Doktryna doprowadziła do spadku jakości życia obywateli ZSRR i klęsk głodu, przy jednoczesnym wzroście produkcji przemysłowej.